# Trobada Internacional de Partits Comunistes i Obrers
La Trobada Internacional de Partits Comunistes i Obrers (TIPCO) és una conferència anual que reuneix delegacions d'organitzacions comunistes o d'esquerres de tot el món, impulsades des del 1998 pel Partit Comunista de Grècia (KKE), per tal de que els participants compartissin experiències del seu propi país i concloguessin amb una declaració conjunta sobre un tema concret.
La primera d'elles va tenir lloc a Atenes en el novembre de 1998. En el desembre de l'any 2009 es va acordar la creació d'una pàgina web comuna on participarien tots els partits comunistes que son membres habituals de la TIPCO. L'organització compta amb un grup de treball, encarregat de coordinar les trobades, format pels partits comunistes de Brasil, Grècia, Índia, Líban, Portugal, Rússia i Sud-àfrica.
La darrera conferència de la TIPCO va tenir lloc a l'Havana (Cuba), entre el 27 i el 29 d'Octubre de 2022. L'única presència catalana a la mateixa va ser de Comunistes de Catalunya. Durant la mateixa es van aprovar declaracions solidàries amb Cuba, amb el poble i Partit Comunista de Veneçuela, per la reunificació de Xipre, i posicionaments contra l'imperialisme de l'OTAN i amb relació a la guerra d'Ucraïna.
La propera 23a Trobada es realitzarà a Esmirna (Turquia), entre el 19 i el 22 d'octubre, amb el Partit Comunista de Turquia com a amfitrió.

## Partits representats
La següent taula és una llista de participants en la conferència de la TIPCO, segons el seu propi web.

### Europa
| Països                          | Partits comunistes                                        | Diputats | Eurodiputats  |
| ------------------------------- | --------------------------------------------------------- | -------- | ------------- |
| Albània                         | Partit Comunista d'Albània (PKSH)                         | -        | Fora de la UE |
| Àustria                         | Partit Comunista d'Austria (KPÖ)                          | -        | -             |
| Àustria                         | Partit del Treball d'Àustria (PdA)                        | -        | -             |
| Belarús                         | Partit Comunista de Belarús (PCB)                         | 7 / 110  | Fora de la UE |
| Bèlgica                         | Partit Comunista de Bèlgica (PCB)                         | -        | -             |
| Bèlgica                         | Partit dels Treballadors de Bèlgica (PTB)                 | 12 / 150 | 1 / 21        |
| Regne Unit                      | Partit Comunista Britànic (PCB)                           | -        | Fora de la UE |
| Regne Unit                      | Nou Partit Comunista de Gran Bretanya (NCPB)              | -        | Fora de la UE |
| Bulgària                        | Partit Comunista de Bulgària (KPB)                        | -        | -             |
| Bulgària                        | Partit dels Comunistes Búlgars (PBK)                      | -        | -             |
| Croàcia                         | Partit Socialista Obrer de Croàcia (SRP)                  | -        | -             |
| Xipre                           | Partit Progressista del Poble Treballador (AKEL)          | 15 / 56  | 2 / 6         |
| República Txeca                 | Partit Comunista de Bohèmia i Moràvia (KSCM)              |          | 1 / 21        |
| Dinamarca                       | Partit Comunista de Dinamarca (DKP)                       | -        | -             |
| Estònia                         | Partit Comunista d'Estònia (EKP-NLKP)                     | -        | -             |
| Finlàndia                       | Partit Comunista de Finlàndia (SKP)                       | -        | -             |
| França                          | Partit Comunista Francès (PCF)                            | 12 / 577 |               |
| Alemanya                        | Partit Comunista Alemany (DKP)                            | -        | -             |
| Grècia                          | Partit Comunista de Grècia (KKE)                          | 21 / 300 | 2 / 21        |
| Hongria                         | Partit Obrer Hongarès (MM)                                | -        | -             |
| República d'Irlanda             | Partit Comunista d'Irlanda (CPI)                          | -        | -             |
| República d'Irlanda             | Partit dels Treballadors (WP)                             | -        | -             |
| República d'Irlanda             | Partit dels Treballadors d'Irlanda (WPI)                  | -        | -             |
| Itàlia                          | Partit de la Refundació Comunista (Rifondazione)          | -        | -             |
| Itàlia                          | Partit Comunista Italià (PCI)                             | -        | -             |
| Itàlia                          | Partito Comunista (Itàlia) (PC)                           | -        | -             |
| Letònia                         | Partit Socialista Letó (PSL)                              | -        | -             |
| Lituània                        | Partit Socialista de Lituània (SP)                        | -        | -             |
| Luxemburg                       | Partit Comunista de Luxemburg (KPL)                       | -        | -             |
| Malta                           | Partit Comunista de Malta (PCM)                           | -        | -             |
| Moldàvia                        | Partit dels Comunistes de la República de Moldàvia (PCRM) | 8 / 101  | Fora de la UE |
| Països Baixos                   | Nou Partit Comunista dels Països Baixos (NCPN)            | -        | -             |
| Macedònia del Nord              | Partit Comunista de Macedònia                             | -        | Fora de la UE |
| Noruega                         | Partit Comunista de Noruega (NKP)                         | -        | Fora de la UE |
| Polònia                         | Partit Comunista Polonès (KPP)                            | -        | -             |
| Portugal                        | Partit Comunista Portuguès (PCP)                          | 4 / 230  | 2 / 21        |
| Romania                         | Partit Comunista Romanès (PCR)                            | -        | -             |
| Romania                         | Partit Socialista Romanès (PSR)                           | -        | -             |
| Rússia                          | Partit Comunista de la Federació Russa (KPRF)             | 57 / 450 | Fora de la UE |
| Rússia                          | Partit Comunista Obrer Rus (RKRP-KPSS)                    | -        | Fora de la UE |
| Comunitat d'Estats Independents | Unió de Partits Comunistes (SKP-KPSS)                     | -        | Fora de la UE |
| Comunitat d'Estats Independents | Partit Comunista de la Unió Soviètica (KPSS)              | -        | Fora de la UE |
| Sèrbia                          | Comunistes de Sèrbia (KP)                                 | -        | Fora de la UE |
| Sèrbia                          | Nou Partit Comunista de Iugoslàvia (NKPJ)                 | -        | Fora de la UE |
| Eslovàquia                      | Partit Comunista d'Eslovàquia (KSS)                       | -        | -             |
| Espanya                         | Partit Comunista d'Espanya (PCE)                          | 7 / 350  | 2 / 59        |
| Espanya                         | Partit Comunista dels Pobles d'Espanya (PCPE)             | -        | -             |
| Espanya                         | Partit Comunista dels Treballadors d'Espanya (PCTE)       | -        | -             |
| Catalunya                       | Comunistes de Catalunya (Comunistes)                      | -        | -             |
| Suècia                          | Partit Comunista de Suècia (SKP)                          | -        | -             |
| Suïssa                          | Partit Comunista (PC)                                     | -        | Fora de la UE |
| Suïssa                          | Partit Comunista Suís                                     | -        | Fora de la UE |
| Ucraïna                         | Partit Comunista d'Ucraïna (KPU)                          | -        | Fora de la UE |
| Ucraïna                         | Unió dels Comunistes d'Ucraïna (SKU)                      | -        | Fora de la UE |

### Àsia i Oceania
| Països                          | Partits comunistes                                                 | Diputats      |
| ------------------------------- | ------------------------------------------------------------------ | ------------- |
| Armènia                         | Partit Comunista d'Armènia (PCA)                                   | -             |
| Austràlia                       | Partit Comunista d'Austràlia (CPA)                                 | -             |
| Azerbaidjan                     | Partit Comunista de l'Azerbaidjan (AzKP)                           | -             |
| Azerbaidjan                     | Partit Comunista de l'Azerbaidjan (escissió)                       | -             |
| Bahrain                         | Tribuna Demòcrata Progressista (Al-Minbar)                         | ?             |
| Bangladesh                      | Partit Comunista de Bangladesh (CPB)                               | -             |
| Bangladesh                      | Partit dels Treballadors de Bangladesh                             | 1 / 350       |
| Xina                            | Partit Comunista Xinès (PCX)                                       | 2.090 / 2.980 |
| Egipte                          | Partit Comunista d'Egipte (ECP)                                    | -             |
| Geòrgia                         | Partit Comunista Unificat de Geòrgia (CPG)                         | -             |
| Índia                           | Partit Comunista de l'Índia (CPI)                                  | 2 / 543       |
| Índia                           | Partit Comunista de l'Índia (Marxista) (CPI-M)                     | 3 / 543       |
| Iran                            | Partit Tudeh de l'Iran (TPI)                                       | -             |
| Iraq                            | Partit Comunista Iraquià (ICP)                                     | -             |
| Iraq                            | Partit Comunista del Kurdistan                                     | -             |
| Israel                          | Partit Comunista Israelià (Maki)                                   | -             |
| Japó                            | Partit Comunista Japonès (JCP)                                     | 10 / 465      |
| Jordània                        | Partit Comunista de Jordània (JCP)                                 | -             |
| Kazakhstan                      | Moviment Socialista del Kazakhstan (SDK)                           | -             |
| Kazakhstan                      | Partit Comunista del Kazakhstan (CPK)                              | -             |
| Kirguizstan                     | Partit dels Comunistes del Kirguizistan (PKK)                      | -             |
| RPD de Corea                    | Partit del Treball de Corea (DPRK)                                 | 607 / 687     |
| Kuwait                          | Moviment Progressista Kuwaití                                      | -             |
| Laos                            | Partit Popular Revolucionari de Laos (PPRL)                        | 158 / 164     |
| Líban                           | Partit Comunista Libanès (LCP)                                     | -             |
| Nepal                           | Partit Comunista del Nepal (Unificat Marxista-Leninista) (CPN-UML) | 78 / 275      |
| Pakistan                        | Partit Comunista del Pakistan (CPP)                                | -             |
| Palestina                       | Partit Comunista Palestí (PCP)                                     | -             |
| Palestina                       | Partit del Poble Palestí (PPP)                                     | -             |
| Filipines                       | Partit Comunista de les Filipines (PKP-1930)                       | -             |
| Comunitat d'Estats Independents | Unió de Partits Comunistes (SKP-KPSS)                              | -             |
| Comunitat d'Estats Independents | Partit Comunista de la Unió Soviètica (KPSS)                       | -             |
| Sri Lanka                       | Partit Comunista de Sri Lanka (SLKP)                               | 1 / 225       |
| República Àrab Siriana          | Partit Comunista Siri (Unificat)                                   | 2 / 250       |
| República Àrab Siriana          | Partit Comunista de Síria                                          | 3 / 250       |
| Tadjikistan                     | Partit Comunista de Tadjikistan                                    | 2 / 61        |
| Turquia                         | Partit Comunista de Turquia (TKP)                                  | -             |
| Turquia                         | Partit del Treball (EMEP)                                          | 2 / 600       |
| Vietnam                         | Partit Comunista del Vietnam                                       | 485 / 499     |

### Àfrica
| Països     | Partits comunistes                                           | Diputats |
| ---------- | ------------------------------------------------------------ | -------- |
| Algèria    | Partit Algerià per la Democràcia i el Socialisme (PADS)      | -        |
| Egipte     | Partit Comunista d'Egipte (ECP)                              | -        |
| Madagascar | Partit del Congrés per la Independència de Madagascar (AKFM) | -        |
| Sud-àfrica | Partit Comunista de Sud-àfrica (SCP)                         | ?        |
| Sudan      | Partit Comunista del Sudan (SCP)                             | -        |
| Eswatini   | Partit Comunista d'Eswatini                                  | -        |
| Kenya      | Partit Comunista de Kenya                                    | -        |

### Amèrica
| Països                 | Partits comunistes                                   | Diputats  |
| ---------------------- | ---------------------------------------------------- | --------- |
| Argentina              | Partit Comunista de l'Argentina (PCA)                | -         |
| Brasil                 | Partit Comunista Brasiler (PCB)                      | -         |
| Brasil                 | Partit Comunista del Brasil (PCdoB)                  | 6 / 513   |
| Bolívia                | Partit Comunista de Bolívia (PCB)                    | -         |
| Canadà                 | Partit Comunista del Canadà (CPC)                    | -         |
| Xile                   | Partit Comunista de Xile (PCC)                       | 12 / 155  |
| Colòmbia               | Partit Comunista de Colòmbia (PCC)                   | 1 / 108   |
| Colòmbia               | FARC-EP Segona Marquetàlia (dissidents)              | -         |
| Costa Rica             | Vanguardia Popular                                   | -         |
| Cuba                   | Partit Comunista de Cuba (PCC)                       | 440 / 470 |
| Rep. Dominicana        | Fuerza de la Revolución                              | -         |
| Equador                | Partit Comunista de l'Equador (PCE)                  | -         |
| El Salvador            | Partit Comunista d'El Salvador (PCS)                 | -         |
| Guyana                 | Partit Progressista del Poble (PPP/C)                | 33 / 65   |
| Mèxic                  | Partit Comunista de Mèxic (PCM)                      | -         |
| Mèxic                  | Partit Popular Socialista (PPS)                      | -         |
| Mèxic                  | Partit Socialista Popular de Mèxic (PPSM)            | -         |
| Panamà                 | Partit del Poble de Panamà (PP)                      | -         |
| Paraguai               | Partit Comunista Paraguaià (PCP)                     | -         |
| Perú                   | Partit Comunista del Perú-Pàtria Roja (PCP-PR)       | -         |
| Perú                   | Partit Comunista Peruà (PCP)                         | -         |
| Regió d'ultramar       | Partit Comunista Reunionès (PCR)                     | -         |
| Regió d'ultramar       | Partit Comunista Guadalupeny (PCG)                   | -         |
| Uruguai                | Partit Comunista de l'Uruguai (PCU)                  | 6 / 99    |
| Estats Units d'Amèrica | Partit Comunista dels Estats Units d'Amèrica (CPUSA) | -         |
| Veneçuela              | Partit Comunista de Veneçuela (PCV)                  | 1 / 277   |